# Бојан Ђорђев
Бојан Ђорђев (Београд, 1977), српски је позоришни редитељ и теоретичар.

## Биографија
Рођен је у Београду, СФР Југославији. Студирао је не Факултету драмских уметности на Универзитету уметности у Београду, где је похађао позоришну и радио режију. Дипломирао је 2001. године. Постдипломске студије је завршио 2007. године тезом о делима Бертолта Брехта на Факултету драмских уметности у Београду. Студије је наставио на Универзитету уметности у Амстердаму.
Члан је уредничког колектива и суоснивач платформе „Теорија која хода” и „ТкХ ”часописа за теорију извођачких уметности.

## Дела
- Али град ме је штитио (2018)[4]
- Орјентација у сто револуција (2017)[5]
- Said to containt (2016)[6]
- Проток жудње (2014)[7]
- Дискретни шарм марксизма (2013)[8]
- Барова афера - Јавно читање описа дадаистичког суђења (2016)
- Будућност прочитана у бетону и камену (2015)[9]
- Није то црвена, то је крв (2014)[10]
- То нисмо ми, то је само стакло (2012)[11]
- Пси (2012) [12]
- Писмо Хајнеру Милеру (2011) [13]